# Herminia nigrobasalis
Herminia nigrobasalis är en fjärilsart som beskrevs av Yamamoto 1955. Herminia nigrobasalis ingår i släktet Herminia och familjen nattflyn. Inga underarter finns listade i Catalogue of Life.